# Bruce Broughton
Bruce Broughton (Los Angeles, 8 marzo 1945) è un compositore statunitense di colonne sonore cinematografiche..
Ha composto le colonne sonore di alcuni film Disney tra cui Bianca e Bernie nella terra dei canguri (1990), In fuga a quattro zampe (1993) e il suo sequel, Quattro zampe a San Francisco (1996), oltre che dei western Silverado (1985) e Tombstone (1993), e del film cult Scuola di mostri (1987). Per Silverado ottenne la candidatura all'Oscar alla migliore colonna sonora. Per la TV ha composto le musiche della serie d'animazione Tiny Toon Adventures (1990), prodotta da Steven Spielberg. Per alcune delle sue composizioni ha vinto diversi premi, tra cui alcuni Emmy Awards.

## Filmografia parziale

### Cinema
- I pirati dello spazio (1984)
- Silverado (1985)
- Piramide di paura (1985)
- Sweet Liberty - La dolce indipendenza (1986)
- Il ragazzo che sapeva volare (1986)
- Scuola di mostri (1987)
- Square Dance - Ritorno a casa (1987)
- Bigfoot e i suoi amici (1987)
- Prendi il mio cuore (1987)
- Il presidio - Scena di un crimine (1988)
- Moonwalker (1988)
- Il salvataggio (1988)
- L'ombra del peccato (1988)
- Jacknife - Jack il coltello (1989)
- Il matrimonio di Betsy (1990)
- Rischio totale (1990)
- Tiny Toon Adventures (1990)
- Bianca e Bernie nella terra dei canguri (1990)
- Caro Babbo Natale (1991)
- Tesoro, mi si è allargato il ragazzino (1992)
- Frequenze pericolose (1992)
- Mia moglie è una pazza assassina? (1993)
- Amore con interessi (1993)
- Tombstone (1993)
- In fuga a quattro zampe (1993)
- Marito a sorpresa (1994)
- Baby Birba - Un giorno in libertà (1994)
- Miracolo nella 34ª strada (1994)
- Quattro zampe a San Francisco (1996)

### Televisione
- Gunsmoke - serie TV, 7 episodi (1973-1975)
- Alla conquista dell'Oregon - serie TV, 4 episodi (1977)
- Alla conquista del West - serie TV, 15 episodi (1978-1979)
- Hawaii Squadra Cinque Zero - serie TV, 18 episodi (1973-1979)
- Buck Rogers - serie TV, 6 episodi (1981)
- Quincy - serie TV, 65 episodi (1977-1983)
- Dallas - serie TV, 52 episodi (1979-1985)
- Storie incredibili - serie TV, 4 episodi (1985-1986)
- I favolosi Tiny - serie TV d'animazione, 11 episodi (1990-1992)
- First Monday - serie TV, 12 episodi (2002)
- Texas Rising - miniserie TV (2015)